# ماهی آب‌شور

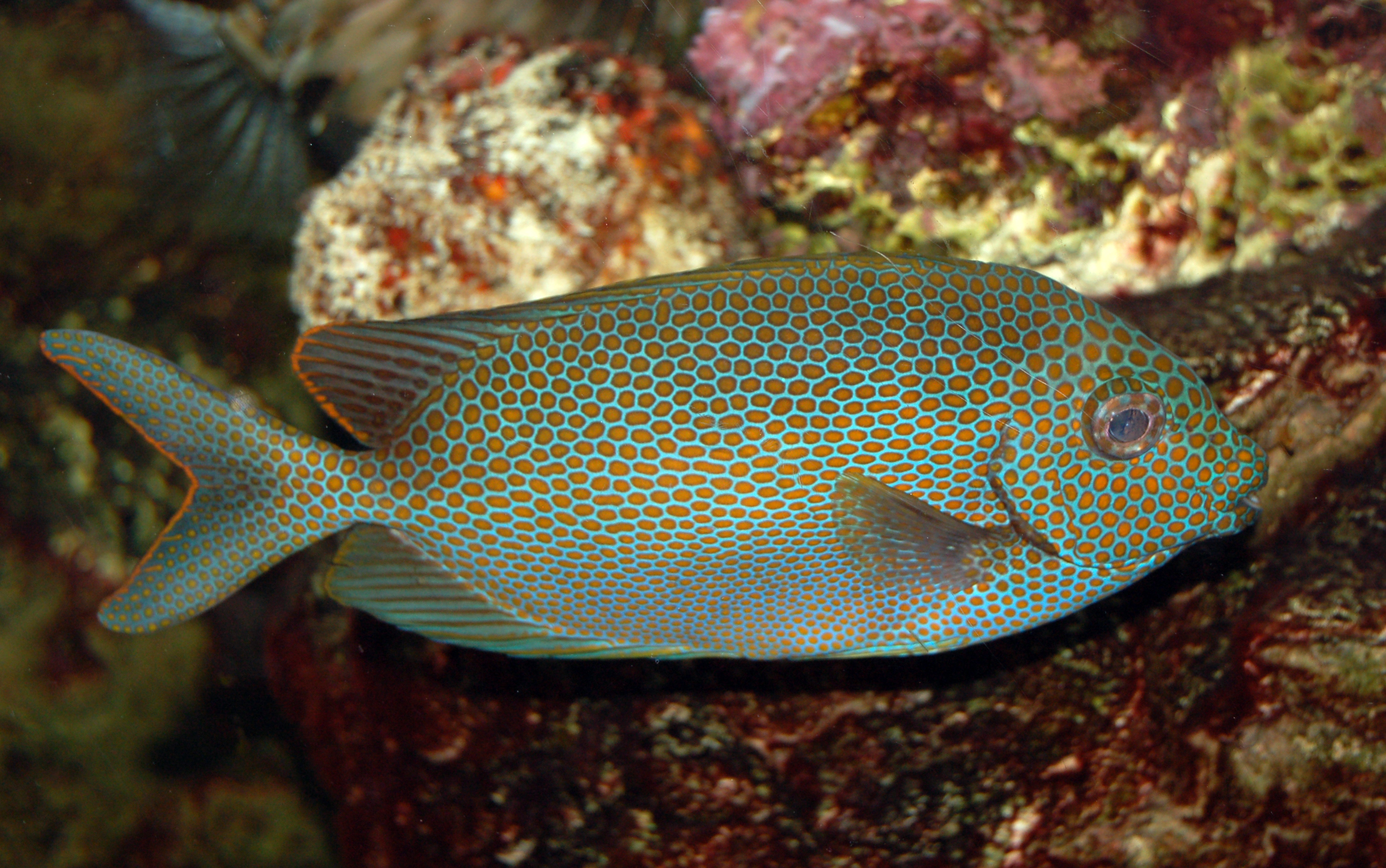
ماهی آب‌شور رنگ‌ها و نقش‌های گوناگونی دارند.

ماهی آب‌شور که ماهی دریایی هم خوانده می‌شود، ماهی‌هایی هستند که در آب اقیانوس زندگی می‌کند. ماهی‌های آب‌شور می‌توانند به تنهایی یا به صورت گروهی زندگی یا شنا کنند، که آن‌ها را یک دسته ماهی می‌نامند. ماهی‌های آب‌شور در بین ماهیگیران دریای عمیق و آکواریوم‌های سراسر کشور بسیار شناخته شده و محبوب هستند. ماهی‌های آب‌شور معمولاً در آکواریوم‌ها برای سرگرمی نگهداری می‌شوند. بسیاری از ماهی‌های آب شور نیز برای خوردن صید می‌شوند.

https://www.aquaticshouse.com/search.aspx?cid=1046&category=Rays
ماهیان آب شور

## رژیم غذایی
ماهی‌هایی که در آب شور اقیانوس زندگی می‌کنند، می‌توانند گوشت‌خوار،گیاه‌خوار یا همه‌چیزخوار باشند. ماهی‌های گیاه‌خوار در اقیانوس چیزهایی مانند جلبک و علف دریایی می‌خورند.بسیاری از رژیم‌های گیاهخواری در درجهٔ اول شامل جلبک‌ها هستند.بسیاری از ماهی‌های آب شور هم جلبک دریایی و هم ریز جلبک‌ها را می‌خورند.بسیاری از ماهی‌ها جلبک‌های قرمز، سبز، قهوه‌ای و آبی را می خورند، اما برخی از ماهی‌ها انواع خاصی را ترجیح می دهند.بیشتر ماهی‌های آب شور که گیاه‌خوار هستند تحت هیچ شرایطی جلبک نخواهند خورند.رژیم‌های غذایی گوشت‌خواری شامل: میگو ،پلانکتون و سخت‌پوستان ریز است.

## زیستگاه
اجزای مختلفی وجود دارد که زیستگاه یک موجود دریایی را تشکیل می‌دهند. بعضی از این اجزاء عبارتند از: درجه حرارت، کیفیت و مقدار آب (جریان و عمق آب). ویژگی‌های دیگر فیزیکی هم وجود دارد که در ایجاد یک زیستگاه کمک می‌کنند که مواد فیزیکی مانند سنگ‌ها، صخره‌ها و شن و ماسه یا پوشش گیاهی مانند مقدار جلبک‌ها، گیاهان دریایی و شوره‌زار ساحلی است. ماهی‌های خاص بر اساس آنچه می‌خورند یا چرخه‌ای از زندگی که در حال حاضر درآن به سر می‌برند، در زیستگاه‌های خاصی زندگی می‌کنند، چیز دیگر مقدار نمکی است که در آب آن محل خاص وجود دارد. چیز دیگر این است که برخی از زیستگاه‌های اقیانوس در واقع در اقیانوس نیستند و پای‌رود نامیده می‌شوند، و آن‌ها مناطقی هستند که اقیانوس‌ها و رودخانه‌ها به هم رسیده و با ایجاد مخلوطی از آب‌شور و آب‌شیرین زیستگاه متفاوتی برای زندگی انواع متفاوتی از ماهی‌ها و موجودات دیگر برای زندگی در آن پدیدمی‌آورند. اقیانوس خانهٔ جاندارانی به بزرگی نهنگ و همچنین جانداران میکروسکوپی کوچکی مثل فیتوپلانکتون‌ها است. با این حال، اکثریت عظیمی از جانداران اقیانوس که انسان‌ها می‌شناسند، ماهی‌های سادهٔ آب‌شور هستند. ماهی‌های آب‌شور می‌توانند در عمیق‌ترین مناطق اقیانوس که در آن هیچ نور خورشیدی نیست زندگی کنند، اما در سطح آب هم می‌توانند زندگی کند.